# クラウス・ナウマン
クラウス・ディーター・ナウマン（独: Klaus Dieter Naumann、1939年5月25日 - ）は、ドイツの陸軍軍人。最終階級は陸軍大将（General）。1991年から1996年まで連邦軍総監を、1996年から1999年まで北大西洋条約機構（NATO）軍事委員会議長を務めた。

## 経歴
ミュンヘンに生まれる。1958年にドイツ連邦軍に入営し、砲兵少尉として第41砲兵大隊に配属される。ハンブルクの連邦軍指揮幕僚大学校を卒業し（第13期）、成績優秀によりホイジンガー将軍賞を受賞した。第51自走砲大隊、第135自走砲大隊中隊長を経て、第15装甲旅団参謀となる。1977年から1979年まで第55自走砲大隊長。1981年に大佐に昇進。1983年にロンドンの王立防衛学大学を卒業し、1984年から1986年まで第30装甲擲弾兵旅団長。1986年4月1日、准将に昇進して国防省統帥参謀局計画部長に就任。少将に昇進後、国防省国防政策・作戦統帥部長。その後第1軍団長を経て、北大西洋条約機構（NATO）軍事委員会ドイツ軍事代表部国防政策・核戦略および軍備検査担当としてブリュッセルに赴任した。
1991年10月1日、大将に昇進して史上最年少で連邦軍総監に就任した。1992年11月にイスラエルを訪問し、同国の国防大学を訪れた最初の外国人客となった。1993年10月にソマリアを訪問し、第二次国際連合ソマリア活動の一部として同国に展開する支援部隊を視察した。1994年2月と3月には、ベルリンから撤退するアメリカ軍、イギリス軍、フランス軍に対し、ベルリンの自由を守った功績を讃え竿頭綬を授与した。同年7月、ドイツ連邦軍改革に着手し、主要防衛部隊、緊急即応部隊、基礎支援部隊に分けることとなった。
同年12月にNATO参謀総長会議で軍事委員会議長に指名され、1996年2月14日に着任した。議長在任中にはコソボ紛争があり、厳しい決断を迫られたが、加盟国の敬意と協力を取り付けることが出来た。この関連で、旧ユーゴスラビア国際戦犯法廷でユーゴスラビア元大統領スロボダン・ミロシェヴィッチに対する裁判に証人として出廷した。
1999年の退役後はフランスの軍需企業タレス・グループの監査役となり、相談役となる契約を交わした。その他ドイツの化学兵器防護装備企業の筆頭監査役を務めたが、この企業は当時ドイツ連邦軍の化学兵器防護装備を請け負っていた。これらの活動は退役軍人の義務に背くものとして一部の批判を受けた。その他ドイツ政府や国際連合の軍事・安全保障問題の相談役を務めている。

## 叙勲
ナウマンは戦後のドイツ軍人でもっとも叙勲が多いことで知られており、ドイツ連邦共和国功労勲章功労大十字章、ドイツ連邦軍功労勲章金章、レジオンドヌール勲章、スペイン軍事功労勲章、大英帝国勲章ナイト・コマンダー章（KBE）、ベルギー王冠勲章、アメリカ合衆国レジオン・オブ・メリット勲章コマンダー章、ノルウェー功労勲章、ハンガリー防衛メダル、レオポルト勲章（ベルギー）、オラニエ・ナッサウ勲章（オランダ）、フィンランド獅子章など多数の勲章を受章している。

## 家族
妻との間に一男一女。

## 著作
- Die Bundeswehr in einer Welt im Umbruch, 1994 (ISBN 3-88680-535-2)
- NVA. Anspruch und Wirklichkeit, 2. Aufl. 1996 (ISBN 3-8132-0506-1)
- Frieden - der noch nicht erfüllte Auftrag, 2002 (ISBN 3-8132-0714-5)
  - 『平和はまだ達成されていない　ナウマン大将回顧録』ISBN 978-4829504215

日本クラウゼヴィッツ学会訳、芙蓉書房出版、2008年